# Rochauer Heide
Die Rochauer Heide ist ein Naturschutzgebiet auf dem Gebiet der Landkreise Dahme-Spreewald und Teltow-Fläming in Brandenburg.
Das 557,29 ha große Gebiet, das von der B 87 durchquert wird, wurde mit Verordnung vom 26. März 1981 unter Naturschutz gestellt.
Das Naturschutzgebiet liegt im rund 20 000 ha großen geschlossenen Waldgebiet der Rochauer Heide, das bis auf die Dörfer Schwarzenburg, Neu- und Altsorgefeld unbesiedelt ist. Im Forstrevier Rochau, das etwa 1200 ha umfasst, stehen die ältesten Bäume – Eichen und Kiefern, die zwischen 180 und 200 Jahre alt sind.